# Maral Rahmanzade
Maral Yusif gizi Rahmanzade (en azerí: Maral Yusif qızı Rəhmanzadə; Bakú, 23 de julio de 1916 - Bakú, 18 de marzo de 2008) fue artista gráfico de Azerbaiyán, Artista del Pueblo de la RSS de Azerbaiyán (1964).

## Biografía

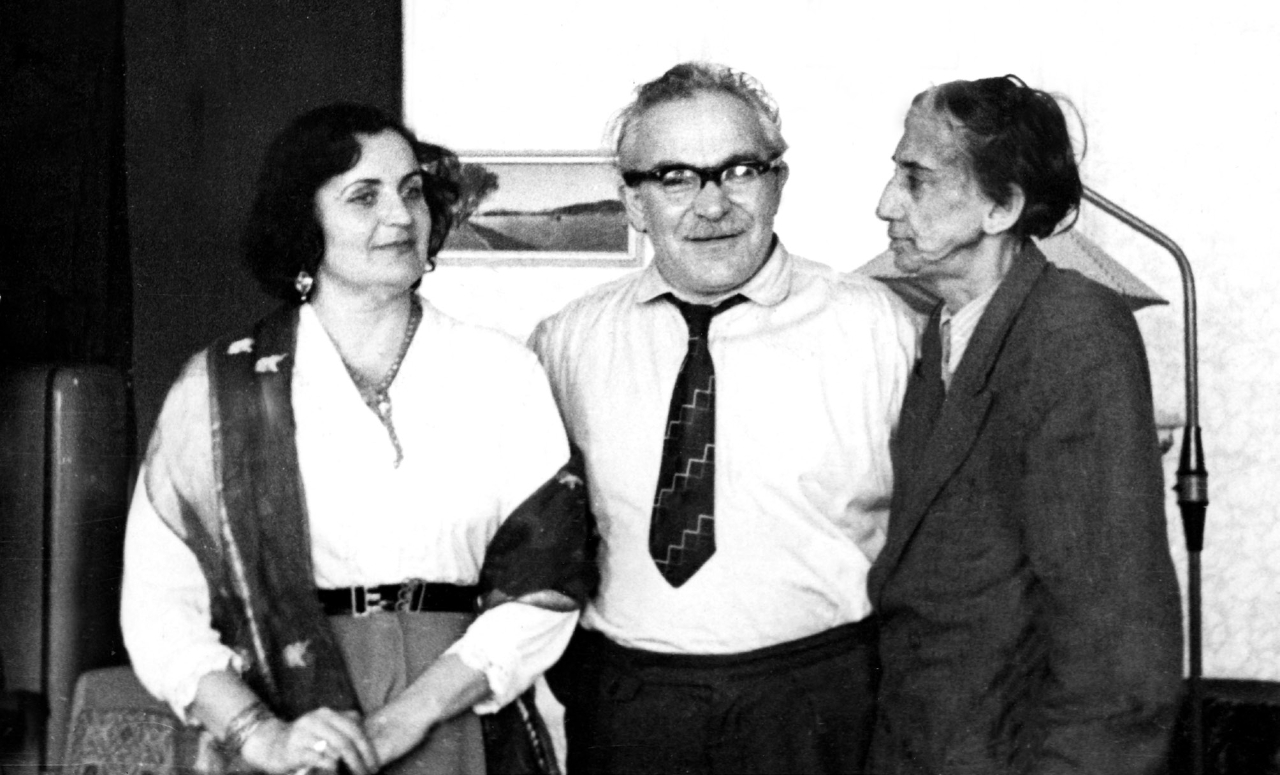
De la izquierda: Maral Rahmanzade, Mikayil Rzaqulizade y Sattar Bahlulzade

Maral Rahmanzade nació el 23 de julio de 1916 en Bakú. En 1930-1933 estudió en el Colegio Estatal de Arte en nombre de Azim Azimzadeh. Continuó su educación en la Academia rusa de artes en los años 1934-1940. Maral Rahmanzade fue la primera artista de Azerbaiyán, que recibió educación artística profesional. Las obras de artista se expuso en las exposiciones de Inglaterra, Francia, Italia, Japón, Australia, Bélgica, Siria, Líbano, Irán, Sri Lanka, Cuba. 
Maral Rahmanzade murió el 16 de marzo de 2008 en Bakú.

## Premios y títulos
- Orden de la Insignia de Honor (1959)
- Artista del Pueblo de la RSS de Azerbaiyán (1964)
- Premio Estatal de la RSS de Azerbaiyán (1965)
- Orden Shohrat (1996)